# محوطه عزآباد
محوطه عزآباد مربوط به دوران‌های تاریخی پس از اسلام است و در شهرستان مرودشت، بخش مرکزی، روستای عزآباد واقع شده و این اثر در تاریخ ۲۲ مرداد ۱۳۸۴ با شمارهٔ ثبت ۱۳۳۴۸ به‌عنوان یکی از آثار ملی ایران به ثبت رسیده است.